# Bagman (film)
Bagman è un film del 2024 diretto da Colm McCarthy.

## Trama
Un padre di famiglia deve affrontare una minaccia sinistra proveniente dal suo passato e dovrà lottare contro i suoi demoni per proteggere a tutti i costi la sua famiglia da una forza minacciosa.

## Distribuzione
Il film è stato distribuito nelle sale cinematografiche statunitensi dal 20 settembre 2024 mentre in quelle italiane dal 23 gennaio 2025.

## Accoglienza

### Incassi
Il film ha incassato poco più di 1 milione di dollari.